# Bonnie Maxon
Bonnie Maxon Gray, nota con il ringname Rain ed anche Ms. Payton Banks (Saint Paul, 10 settembre 1981), è un'ex wrestler statunitense.

## Total Nonstop Action Wrestling (2007–2008)
Appare nella puntata di Impact dell'8 ottobre 2007 come spettatrice e tenendo in mano un cartello che recava la scritta "President of Robert Roode Fan Club" e nelle puntate successive ha continuato con questa gimmick fino all'episodio del 1º novembre dove, oltre ad essere notata a citata dagli annunciatori ha suscitato le gelosie dell'ex manager di Roode (Ms. Brooks) e dalla quale, alla fine di un match da loro vinto contro Chris Harris e Gail Kim, viene attaccata inconicnando una lite. In seguito, Bonnie viene vista nelle immediate vicinanze della Impact Zone e viene definita una stalker dai commentatori Mike Tenay e Don West.

Nell'episodio del 10 gennaio 2008 attacca Ms. Brooks ed in seguito Roode annicnia di aver preso lei come valletta (al posto di Ms. Brooks) e di averle dato il nome di Ms. Payton Bank e decisione che genera una faida tra le due donne e che culmina in un match all'Against All Odds con la vittoria di Brooks.

Al Destination X partecipa allo Stand By Your Man Strap match seduta all'angolo di Roode mentre la Brooks sedeva all'angolo dell'avversario (Booker T) e poiché la stipulazione del match prevedeva che il perdente avrebbe visto la propria valletta venire legata, la vittoria di Roode permise a Ms. Payton di legare Brooks, fatto che avvenne fino a quando la moglie di Booker T (Sharmell) non intervenne a favore della Brooks liberandola.

Al Lockdown Booker T e Sharmell la sconfiggono in uno Six Sides of Steel Cage Intergender tag team cage match combattuto assieme a Roode e dove alla fine del match Roode incolpandola di essere la causa della sconfitta sembra volerla colpire ma poi non la tocca. 

In seguito Bonnie lascia la TNA.

## Nel wrestling
- Mosse finali
  - Acid Rain[4] (Bridging straight jacket electric chair drop)
  - Implant DDT[5][6] – AAA; usata come mossa caratteristica nella Shine Wrestling (SHINE)
  - Rain Drop[4] (Falling inverted DDT)
- Mosse caratteristiche
  - Cravatta[5]
  - Double knee backbreaker, a volte dalla second rope[4]
  - Facebreaker con due ginocchia[5]
  - Straight jacket[5]
  - Neckbreaker[5]
  - Package kneeling reverse piledriver[5]
  - Running bulldog[5]
- Manager
  - Dave Prazak[7]
  - Lacey
  - Konnan
  - Valkyrie (April Hunter, Allysin Kay, Ivelisse and Taylor Made)
- Wrestler di cui è stata Valletta
  - Robert Roode[1]
  - Kenny King[1]
  - Jason Blade[1]
  - Chasyn Rance[1]
  - Sal Rinauro[1]
  - Jimmy Jacobs[1]
  - Tyler Black[1]
- Musiche d'ingresso
  - "Something Kinda Ooooh" di Girls Aloud
  - "Celebrity Skin" di Hole
  - "Only Happy When It Rains" di Garbage
  - "Red Eye Fly" di Ouija Radio

## Championships and accomplishments
- French Lake Wrestling Association
  - FLWA Women's Championship (1 volta)[2]
- Midwest Intensity Wrestling
  - MIW Women's Championship (1 volta)[2]
- Pro Wrestling Illustrated
  - PWI ranked her #16 of the best 50 female singles wrestlers in the PWI Female 50 in 2013[8]
- Shine Wrestling
  - Shine Championship (1 volta)[5]
  - Shine Championship Tournament (2013)[5]
- Women Superstars Uncensored
  - WSU Spirit Championship (1 volta)[9]